# Džefatnebti
Džefatnebti (Ḏf3t(.j) Nbty; eng. Djefatnebti ili Djefatnebty; nebti = "Dvije dame"; cijelo ime znači "moja su hrana Dvije dame") bila je egipatska kraljica 3. dinastije.
Džefatnebti je bila glavna žena faraona Hunija te su vrlo vjerojatno imali kćer, Heteferes I. Od nje potječu svi vladari 4. dinastije.
Džefatnebtino je ime spomenuto na vazi s Elefantine. Njezin je naslov bio "Velika od hetes-žezla".

## Vanjske poveznice
|  | Zajednički poslužitelj ima još gradiva o temi Džefatnebti |